# Sodome et Gomorrhe (Proust)
Pour les articles homonymes, voir Sodome et Gomorrhe.
Sodome et Gomorrhe est le quatrième volet de À la recherche du temps perdu de Marcel Proust publié en 1921 pour la première partie et en 1922 pour la deuxième, chez Gallimard.
Dans ce roman, le jeune narrateur découvre par hasard que Charlus est homosexuel, lorsqu'il assiste en témoin auditif à ses ébats avec Jupien.

## Résumé

### Tome 1
Alors qu'il surveille la cour, le narrateur surprend le baron de Charlus discutant avec Jupien et lui faisant des signes qui l'intriguent. Il finit par entendre leurs ébats ainsi qu'une partie de leur discussion. Cette révélation de l'homosexualité de Charlus lui fait enfin comprendre ses agissements passés et l'auteur se lance dans une réflexion sur les homosexuels, comparant en particulier leur sort à celui des juifs.
Dans la soirée, le narrateur se rend dans une soirée chez la princesse de Guermantes. Il y croise Swann  ainsi que le médecin qui avait examiné sa grand-mère peu de temps avant sa mort. Souhaitant se faire présenter au prince de Guermantes, le narrateur demande de l'aide à différentes personnes qui l'éconduisent.  
Le narrateur observe le mode de relation des membres de l’aristocratie présents, et au delà de ce qui se voit, il décrypte ce que contiennent les apparences, décode la hiérarchie qui existe entre ses membres, avec une grande précision. Le narrateur retrouve son ami Saint-Loup. Swann vient discuter avec eux d'informations sur l'affaire Dreyfus, mais Saint-Loup devenu antidreyfusard se retire de la conversation. Swann révèle au narrateur que le prince et la princesse de Guermantes sont dreyfusards et que le procès de Dreyfus a connu de graves irrégularités.
Le narrateur repart avec le duc et la duchesse de Guermantes dont il refuse l'invitation à une redoute masquée. Il sait qu'Albertine doit passer chez lui après avoir assisté à une représentation de Phèdre. Celle-ci tarde à venir et le narrateur la pousse à ne pas se déplacer pour rien.
Quelques semaines plus tard, le narrateur revient à Balbec. Une fois de retour à l'hôtel dans lequel il avait passé les vacances avec sa grand-mère, il est saisi d'un sentiment de tristesse et de nostalgie. Ce sentiment le travaille et l'empêche quelque temps d'aller voir Albertine qui loge non loin. Le chagrin finit par s'estomper.
Un soir, le narrateur regarde Albertine danser au casino avec son amie Andrée et une réflexion du Docteur Cottard l'amène à imaginer qu'elles puissent avoir une relation ensemble. Après une visite de la marquise de Cambremer, le narrateur fait une scène à Albertine qui nie avoir des penchants lesbiens. Le narrateur choisit de la croire. Ils croisent un soir la sœur de son camarade Bloch et son amie actrice avec laquelle elle a ouvertement une relation et dont le comportement scandalise la société de Balbec.

### Tome 2
Le narrateur a de plus en plus de soupçons envers Albertine, notamment après avoir vu une femme inconnue lui faire signe près du casino de Balbec. Proust entre dans une réflexion sur les membres de Gomorrhe dispersés à travers le monde. Toutefois, Albertine déjoue plusieurs fois ses soupçons.
Le narrateur invite Albertine à l'accompagner alors qu'il doit prendre le train pour rendre visite à son ami Saint-Loup. Bien que les trois personnes ne puissent se voir qu'une heure, l'attitude d'Albertine, qui semble plus s'occuper de Saint-Loup que du narrateur, ranime la jalousie du narrateur, tout en le rassurant sur ses penchants pour les hommes. Alors qu'ils attendent le train pour le retour, le narrateur croise le baron de Charlus et celui-ci demande d'appeler un jeune militaire qui se trouve de l'autre côté de la voie. Le narrateur reconnait Charles Morel, le fils du valet de son oncle Adolphe et connu pour ses talents de violoniste.
Quelques jours plus tard, le narrateur prend le train pour la Raspelière, la demeure que M. et Mme Verdurin louent au marquis et à la marquise de Cambremer. Il prend un wagon dans lequel il retrouve la plupart des fidèles des soirées chez les Verdurin et en dresse le portrait : le docteur Cottard, le sculpteur Ski, Saniette, le souffre-douleur des Verdurin, le professeur Brichot qui explique l'étymologie des noms de pays au narrateur, ainsi que la princesse Sherbatoff, une aristocrate russe qui s'est liée d'amitié avec Mme Verdurin. C’est la 2ème description de ce salon, qui intervient après la description des soirées des Guermantes – et si aucun parallèle entre les deux univers n’est donné, la lecture de l’un après l’autre est éclairante. Le narrateur observe l’allégeance de Mme Verdurin à cette aristocrate qu’elle croit très haut dans la hiérarchie sociale. Alors qu'ils arrivent à la soirée, le narrateur est surpris de voir entrer le Baron de Charlus et Morel, venus par le même train dans un autre wagon. 
Le narrateur est bien reçu par les Verdurin qui sont pleins d'attention pour lui malgré les humiliations qu'ils prodiguent ouvertement à Saniette. Au cours de la soirée, Charlus prend Cottard pour un « inverti » et quelques invités soupçonnent entre eux l'homosexualité du baron. Tandis que le marquis et la marquise de Cambremer, eux-aussi invités, font de nombreuses réflexions sur la mauvaise tenue de leur propriété, Mme Verdurin offre au narrateur de voir une toile qu'Elstir avait peinte pour eux à l'époque où ceux-ci étaient encore en bons termes avec lui. Charlus et Morel jouent un air ensemble. À la fin de la soirée, Mme Verdurin propose au narrateur de revenir avec Albertine, qu'il a présentée comme sa cousine. 
Le narrateur poursuit son séjour à Balbec et y voit souvent Albertine qui s'est lancée dans la peinture d'une église normande. Tous deux entament une liaison qui ne plait pas à la mère du narrateur. Tout en rendant fréquemment visite aux Verdurin, ils louent quotidiennement une voiture avec chauffeur pour leur promenade. Celle-ci est aussi utilisée par le Baron de Charlus et Morel. Amant du baron, Morel le méprise ouvertement et tente régulièrement de lui soutirer de l'argent. Après une dispute, Charlus finit par simuler un faux duel pour le faire revenir, et le narrateur et Morel réussissent à l'en dissuader. Toutefois, Morel passe la nuit avec un étranger de passage, qui n'est autre que le prince de Guermantes, le cousin de Charlus. Celui-ci tente de piéger Morel mais s'il a la preuve de son infidélité, il ne parvient pas à connaitre l’identité de l’étranger. L'homosexualité de Charlus et de Morel finit par être connue des habitués des soirées chez les Verdurin, qui se moquent de leurs penchants en leur absence. 
Pendant ce temps l'amour que le narrateur pense éprouver pour Albertine s'affadit et celui-ci promet à sa mère qu'il va la quitter. Lors d'une conversation avec elle, il apprend qu'Albertine connait Mlle Vinteuil et son amie qu'elle considère comme « ses deux grandes sœurs ». Le narrateur prend conscience qu'Albertine est peut-être lesbienne, ce qui ravive sa jalousie. Il décide de rentrer à Paris et fait part à sa mère de sa décision d'épouser Albertine.

## Extrait
« L'amour cause ainsi de véritables soulèvements géologiques de la pensée. Dans celle de M. de Charlus qui, il y a quelques jours, ressemblait à une plaine si uniforme qu'au plus loin il n'aurait pu apercevoir une idée au ras du sol, s'étaient brusquement dressées, dures comme la pierre, un massif de montagnes, mais de montagnes aussi sculptées que si quelque statuaire au lieu d'emporter le marbre l'avait ciselé sur place et où se tordaient, en groupes géants et titaniques, la Fureur, la Jalousie, la Curiosité, l'Envie, la Haine, la Souffrance, l'Orgueil, l'Épouvante et l'Amour. »

## Anecdote
C'est dans Sodome et Gomorrhe que l'on trouve la plus longue phrase de La Recherche, elle comporte plus de 900 mots,.
Sans honneur que précaire, sans liberté que provisoire, jusqu’à la découverte du crime ; sans situation qu’instable, comme pour le poète la veille fêté dans tous les salons, applaudi dans tous les théâtres de Londres, chassé le lendemain de tous les garnis sans pouvoir trouver un oreiller où reposer sa tête, tournant la meule comme Samson et disant comme lui : « Les deux sexes mourront chacun de son côté » ; exclus même, hors les jours de grande infortune où le plus grand nombre se rallie autour de la victime, comme les Juifs autour de Dreyfus, de la sympathie — parfois de la société — de leurs semblables, auxquels ils donnent le dégoût de voir ce qu’ils sont, dépeint dans un miroir qui, ne les flattant plus, accuse toutes les tares qu’ils n’avaient pas voulu remarquer chez eux-mêmes et qui leur fait comprendre que ce qu’ils appelaient leur amour (et à quoi, en jouant sur le mot, ils avaient, par sens social, annexé tout ce que la poésie, la peinture, la musique, la chevalerie, l’ascétisme, ont pu ajouter à l’amour) découle non d’un idéal de beauté qu’ils ont élu, mais d’une maladie inguérissable ; comme les Juifs encore (sauf quelques-uns qui ne veulent fréquenter que ceux de leur race, ont toujours à la bouche les mots rituels et les plaisanteries consacrées) se fuyant les uns les autres, recherchant ceux qui leur sont le plus opposés, qui ne veulent pas d’eux, pardonnant leurs rebuffades, s’enivrant de leurs complaisances ; mais aussi rassemblés à leurs pareils par l’ostracisme qui les frappe, l’opprobre où ils sont tombés, ayant fini par prendre, par une persécution semblable à celle d’Israël, les caractères physiques et moraux d’une race, parfois beaux, souvent affreux, trouvant (malgré toutes les moqueries dont celui qui, plus mêlé, mieux assimilé à la race adverse, est relativement, en apparence, le moins inverti, accable qui l’est demeuré davantage) une détente dans la fréquentation de leurs semblables, et même un appui dans leur existence, si bien que, tout en niant qu’ils soient une race (dont le nom est la plus grande injure), ceux qui parviennent à cacher qu’ils en sont, ils les démasquent volontiers, moins pour leur nuire, ce qu’ils ne détestent pas, que pour s’excuser, et allant chercher, comme un médecin l’appendicite, l’inversion jusque dans l’histoire, ayant plaisir à rappeler que Socrate était l’un d’eux, comme les Israélites disent de Jésus, sans songer qu’il n’y avait pas d’anormaux quand l’homosexualité était la norme, pas d’antichrétiens avant le Christ, que l’opprobre seul fait le crime, parce qu’il n’a laissé subsister que ceux qui étaient réfractaires à toute prédication, à tout exemple, à tout châtiment, en vertu d’une disposition innée tellement spéciale qu’elle répugne plus aux autres hommes (encore qu’elle puisse s’accompagner de hautes qualités morales) que de certains vices qui y contredisent, comme le vol, la cruauté, la mauvaise foi, mieux compris, donc plus excusés du commun des hommes ; formant une franc-maçonnerie bien plus étendue, plus efficace et moins soupçonnée que celle des loges, car elle repose sur une identité de goûts, de besoins, d’habitudes, de dangers, d’apprentissage, de savoir, de trafic, de glossaire, et dans laquelle les membres mêmes qui souhaitent de ne pas se connaître aussitôt se reconnaissent à des signes naturels ou de convention, involontaires ou voulus, qui signalent un de ses semblables au mendiant dans le grand seigneur à qui il ferme la portière de sa voiture, au père dans le fiancé de sa fille, à celui qui avait voulu se guérir, se confesser, qui avait à se défendre, dans le médecin, dans le prêtre, dans l’avocat qu’il est allé trouver ; tous obligés à protéger leur secret, mais ayant leur part d’un secret des autres que le reste de l’humanité ne soupçonne pas et qui fait qu’à eux les romans d’aventure les plus invraisemblables semblent vrais, car dans cette vie romanesque, anachronique, l’ambassadeur est ami du forçat ; le prince, avec une certaine liberté d’allures que donne l’éducation aristocratique et qu’un petit bourgeois tremblant n’aurait pas, en sortant de chez la duchesse s’en va conférer avec l’apache ; partie réprouvée de la collectivité humaine, mais partie importante, soupçonnée là où elle n’est pas étalée, insolente, impunie là où elle n’est pas devinée ; comptant des adhérents partout, dans le peuple, dans l’armée, dans le temple, au bagne, sur le trône ; vivant enfin, du moins un grand nombre, dans l’intimité caressante et dangereuse avec les hommes de l’autre race, les provoquant, jouant avec eux à parler de son vice comme s’il n’était pas sien, jeu qui est rendu facile par l’aveuglement ou la fausseté des autres, jeu qui peut se prolonger des années jusqu’au jour du scandale où ces dompteurs sont dévorés ; jusque-là obligés de cacher leur vie, de détourner leurs regards d’où ils voudraient se fixer, de les fixer sur ce dont ils voudraient se détourner, de changer le genre de bien des adjectifs dans leur vocabulaire, contrainte sociale légère auprès de la contrainte intérieure que leur vice, ou ce qu’on nomme improprement ainsi, leur impose non plus à l’égard des autres mais d’eux-mêmes, et de façon qu’à eux-mêmes il ne leur paraisse pas un vice. 

## Livres audio
Éditions commerciales
- Marcel Proust (auteur) et Guillaume Gallienne (narrateur), Sodome et Gomorrhe : Tome 1, Paris, Éditions Thélème, 15 mai 2006 (ISBN 978-2-87862-401-4)Support : 9 disques compacts audio ; durée : 11 h 9 min environ ; référence éditeur : Éditions Thélème 901.
- Marcel Proust (auteur) et Guillaume Gallienne (narrateur), Sodome et Gomorrhe : Tome 2, Paris, Éditions Thélème, 15 mai 2006 (ISBN 978-2-87862-402-1)Support : 8 disques compacts audio ; durée : 10 h 10 min environ ; référence éditeur : Éditions Thélème 902.

Édition gratuite
- Marcel Proust (auteur) et Pomme (narratrice), Sodome et Gomorrhe, litteratureaudio.com, 2 avril 2012 (écouter en ligne)Téléchargement MP3, sous forme de fichiers séparés ou d'archives groupées ; durée : 26 h environ.